# 1990 (numero)
Millenovecentonovanta (1990) è il numero naturale dopo il 1989 e prima del 1991.

## Proprietà matematiche
- È un numero pari.
- È un numero composto da 8 divisori: 1, 2, 5, 10, 199, 398, 995, 1990. Poiché la somma dei suoi divisori (escluso il numero stesso) è 1610 < 1990, è un numero difettivo.
- È un numero sfenico.
- È un numero congruente.
- È un numero intero privo di quadrati.
- È un numero odioso.
- È parte delle terne pitagoriche  (1194, 1592, 1990), (1990, 4776, 5174), (1990, 39576, 39626), (1990, 198000, 198010), (1990, 990024, 990026).

## Astronomia
- 1990 Pilcher è un asteroide della fascia principale del sistema solare.

## Astronautica
- Cosmos 1990 è un satellite artificiale russo.